# 宜君護軍
宜君護軍，十六国时期官名。
前秦苻坚时，在祋祤县境内设置宜君護軍，治宜君（今陕西省铜川市耀州区西南），属于雍州。太安元年（385年），後秦沿置宜君护军。永和二年（417年），东晋灭後秦。昌武元年（418年），夏国沿置宜君护军。承光二年（426年），宜君護軍被北魏占领。胜光元年（428年），宜君護軍被夏国夺回。胜光三年（430年），北魏改宜君護軍为宜君县。